# Dolnja Briga
Dolnja Briga – wieś w Słowenii, w gminie Kočevje. W 2018 roku liczyła 11 mieszkańców.